# Nicolai Guleke

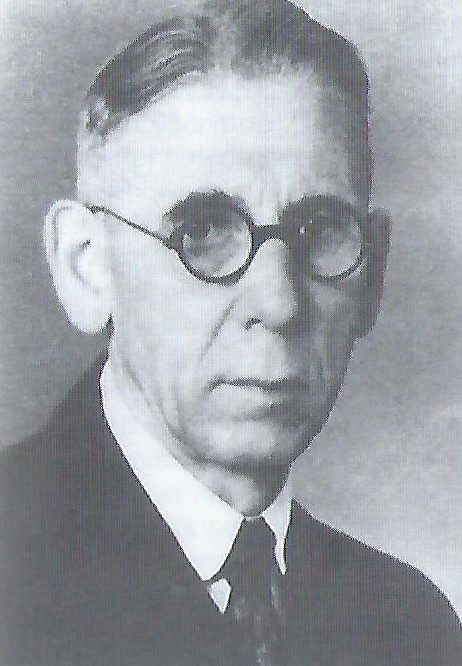
Nikolai Guleke, vor 1931

Nikolai Guleke (* 25. April 1878 in Pernau, Gouvernement Livland; † 4. April 1958 in Wiesbaden) war ein deutsch-baltischer Chirurg und Hochschullehrer.

## Leben
Geboren als Sohn des deutsch-baltischen Ingenieurs und Architekten Reinhold Guleke studierte Nicolai Guleke Medizin an der Friedrich-Wilhelms-Universität zu Berlin, der Ludwig-Maximilians-Universität München, der Rheinischen Friedrich-Wilhelms-Universität Bonn und der Kaiser Wilhelms-Universität Straßburg. Er wurde im Sommersemester 1899 Mitglied im Bonner Kreis.

### Wirken als Chirurg
Im Ersten Weltkrieg arbeitete Guleke als Leitender Arzt in einem Festungslazarett in Straßburg. Sein Leben als Chirurg wurde von seinem ersten Lehrer Ernst von Bergmann geprägt. Bereits ab 1912 befasste sich Guleke unter anderem mit den chirurgischen Behandlungsmöglichkeiten der Bauchspeicheldrüse. Er wurde 1918 Lehrstuhlinhaber für Chirurgie an der Philipps-Universität Marburg, wechselte aber bereits 1919 an die Universität Jena, wo er als Direktor der Chirurgischen Universitätsklinik wirkte. Von 1926 bis 1951 wohnte er mit seiner Familie in seinem Jenenser Haus „Belle Epoque“. Er galt als überragender Operateur in der Neurochirurgie, Handchirurgie und Viszeralchirurgie.

### Im Nationalsozialismus
Guleke war Förderndes Mitglied der SS, am 6. Dezember 1937 beantragte er die Aufnahme in die NSDAP und wurde rückwirkend zum 1. Mai desselben Jahres aufgenommen (Mitgliedsnummer 5.909.255). Im August 1933 nahm er an „Rassenpolitischen Schulungen“ in der Staatsschule für Führertum und Politik des Thüringischen Landesamts für Rassewesen in Egendorf teil. Im Zweiten Weltkrieg war Guleke Oberstarzt der Reserve und Beratender Chirurg der 1. Armee (Wehrmacht) und von Lazaretten in Thüringen.

### Nachkriegszeit
Nach Ende seiner beruflichen Tätigkeit in Jena im Alter von 73 Jahren siedelte er nach Wiesbaden über. Er starb dort 1958 und wurde in Tutzing am Starnberger See beerdigt.
Guleke verfasste 13 Bücher, darunter Beiträge im Handbuch der gesamten Therapie und 1945 das Werk Kriegschirurgie und Kriegschirurgen im Wandel der Zeiten. Seit ihrer Gründung durch den Springer-Verlag arbeitete Guleke im Beirat der Zeitschrift Der Chirurg mit. 1946 regte er über den Dekan der Medizinischen Fakultät an, die Genehmigung der Sowjetischen Militäradministration für die Wiedergründung einer Gesellschaft für Chirurgie in Thüringen einzuholen. Das wurde zunächst für Jena 1947 erreicht.

## Ehrungen
- Ehrenmitglied der Deutschen Gesellschaft für Chirurgie
- Ehrenmitglied der Deutschen Gesellschaft für Neurochirurgie
- Ehrenmitglied der Österreichischen Gesellschaft für Chirurgie
- Ehrenmitglied der Schwedischen Gesellschaft für Chirurgie
- Master Surgeon des International College of Surgeons
- Nicolai-Guleke-Preis der Thüringischen Gesellschaft für Chirurgie zur Förderung des wissenschaftlichen Nachwuchses
- Wahl in die Deutsche Akademie der Naturforscher Leopoldina (1940)
- Mitglied der Deutschen Akademie der Wissenschaften zu Berlin (1949–1951)

## Veröffentlichungen (Auswahl)
- mit anderen: Die spezielle Chirurgie der Gehirnkrankheiten. Redigiert von Fedor Krause. Enke, Stuttgart 1930.
- Über die abdomino-sakrale Exstirpation beim Mastdarmkrebs. In: Der Chirurg. Band 4, 1932, S. 313 ff.
- Kriegschirurgie und Kriegschirurgen im Wandel der Zeiten. Vortrag gehalten am 19. Juni 1944 vor den Studierenden der Medizin an der Universität Jena. Gustav Fischer, Jena 1945.